# Listă cu cele mai bune romane din SUA în anii 1990

## 1990
1. The Plains of Passage de Jean M. Auel
2. Four Past Midnight de Stephen King
3. The Burden of Proof de Scott Turow
4. Memories of Midnight de Sidney Sheldon
5. Message from Nam de Danielle Steel
6. The Bourne Ultimatum de Robert Ludlum
7. The Stand de Stephen King
8. Lady Boss de Jackie Collins
9. The Witching Hour de Anne Rice
10. September de Rosamunde Pilcher

## 1991
1. Scarlett de Alexandra Ripley
2. The Sum of All Fears de Tom Clancy
3. Needful Things de Stephen King
4. No Greater Love de Danielle Steel
5. Heartbeat de Danielle Steel
6. The Doomsday Conspiracy de Sidney Sheldon
7. The Firm de John Grisham
8. Night Over Water de Ken Follett
9. Remember de Barbara Taylor Bradford
10. Loves Music, Loves to Dance de Mary Higgins Clark

## 1992
1. Dolores Claiborne de Stephen King
2. The Pelican Brief de John Grisham
3. Gerald's Game de Stephen King
4. Mixed Blessings de Danielle Steel
5. Jewels de Danielle Steel
6. The Stars Shine Down de Sidney Sheldon
7. The Tale of the Body Thief de Anne Rice
8. Mexico de James A. Michener
9. Waiting to Exhale de Terry McMillan
10. All Around the Town de Mary Higgins Clark

## 1993
1. The Bridges of Madison County de Robert James Waller
2. The Client de John Grisham
3. Slow Waltz in Cedar Bend de Robert James Waller
4. Without Remorse de Tom Clancy
5. Nightmares and Dreamscapes de Stephen King
6. Vanished de Danielle Steel
7. Lasher de Anne Rice
8. Pleading Guilty de Scott Turow
9. Like Water for Chocolate de Laura Esquivel
10. The Scorpio Illusion de Robert Ludlum

## 1994
1. The Chamber de John Grisham
2. Debt of Honor de Tom Clancy
3. The Celestine Prophecy de James Redfield
4. The Gift de Danielle Steel
5. Insomnia de Stephen King
6. Politically Correct Bedtime Stories de James Finn Garner
7. Wings de Danielle Steel
8. Accident de Danielle Steel
9. The Bridges of Madison County de Robert James Waller
10. Disclosure de Michael Crichton

## 1995
1. The Rainmaker de John Grisham
2. The Lost World de Michael Crichton
3. Five Days in Paris de Danielle Steel
4. The Christmas Box de Richard Paul Evans
5. Lightning de Danielle Steel
6. The Celestine Prophecy de James Redfield
7. Rose Madder de Stephen King
8. Silent Night de Mary Higgins Clark
9. Politically Correct Holiday Stories de James Finn Garner
10. The Horse Whisperer de Nicholas Evans

## 1996
1. The Notebook de Nicholas Sparks
2. Executive Orders de Tom Clancy
3. Desperation de Stephen King
4. Airframe de Michael Crichton
5. The Regulators de Richard Bachman (Stephen King)
6. Malice de Danielle Steel
7. Silent Honor de Danielle Steel
8. Primary Colors de Anonymous
9. Cause of Death de Patricia Cornwell
10. The Tenth Insight de James Redfield

## 1997
1. The Runaway Jury de John Grisham
2. Cold Mountain de Charles Frazier
3. The Ghost de Danielle Steel
4. The Ranch de Danielle Steel
5. Special Delivery de Danielle Steel
6. Unnatural Exposure de Patricia Cornwell
7. The Best Laid Plans de Sidney Sheldon
8. Pretend You Don't See Her de Mary Higgins Clark
9. Cat and Mouse de James Patterson
10. Hornet's Nest de Patricia Cornwell

## 1998
1. The Street Lawyer de John Grisham
2. Rainbow Six de Tom Clancy
3. Bag of Bones de Stephen King
4. A Man in Full de Tom Wolfe
5. Mirror Image de Danielle Steel
6. The Long Road Home de Danielle Steel
7. The Klone and I de Danielle Steel
8. Point of Origin de Patricia Cornwell
9. Paradise de Toni Morrison
10. All Through the Night de Mary Higgins Clark

## 1999
1. The Testament de John Grisham
2. Hannibal de Thomas Harris
3. Assassins de Jerry B. Jenkins and Tim LaHaye
4. Star Wars: Episode 1, The Phantom Menace de Terry Brooks
5. Timeline de Michael Crichton
6. Hearts in Atlantis de Stephen King
7. Apollyon de Jerry B. Jenkins and Tim LaHaye
8. The Girl Who Loved Tom Gordon de Stephen King
9. Irresistible Forces de Danielle Steel
10. Tara Road de Maeve Binchy